# Константайн, Кевин
Кевин Константайн (англ. Kevin Constantine, 27 декабря 1958 года, Интернашенал-Фолс, Миннесота, США) — американский хоккейный тренер.

## Биография
В качестве хоккеиста защищал ворота команды Политехнического института Ренсселера. Рано закончив играть, занялся тренерской деятельностью. Несколько лет входил в штаб молодежной сборной США. В 1993 году дебютировал в НХЛ у руля клуба «Сан-Хосе Шаркс». Уже в первом сезоне команда установила рекорд лиги по очковому прогрессу: по сравнению с предыдущим чемпионатам она набрала на 58 очков больше. Константайн — единственный тренер в НХЛ, проходивший первый раунд плей-офф с коллективом, занявший в конференции восьмое место, выбивая ее победителя (в 1994 году «Сан-Хосе Шаркс» прошел «Детройт Ред Уингз», а в 1999 году его «Питтсбург Пингвинз» одолел «Нью-Джерси Девилз»). Во всех командах специалист показывал себя с наилучшей стороны, однако главным его проблемой был молодой возраст. 
После 2010 года Константайн много стал работать в Европе. Он был назначен на должность главного тренера французского «Анже», но уже через два месяца специалист возглавил швейцарскую «Амби-Пиотту». С ней американец проработал до октября 2012 года, после чего некоторое время оставался в клубе, выполняя роль скаута и консультанта.Несколько лет трудился в Азиатской хоккейной лиге с корейским «Дэмен Киллер Уэйлс». В сезоне 2020/21 руководил польской «Унией».
С 2022 года Кевин Константайн возглавляет сборную Венгрии. Ее он повез на Чемпионат мира по хоккею с шайбой 2023 года. Параллельно тренирует местный клуб «Фехервар АВ19».

## Достижения
- Обладатель Commissioner’s Trophy (лучший тренер IHL): 1992.
- Тренер года в WHL: 2004.
- Финалист Джек Адамс Эворд: 1994.